# Hirasa pauperodes
Hirasa pauperodes là một loài bướm đêm trong họ Geometridae.